# Veronica Franco
Veronica Franco (Venezia, 25 marzo 1546 – Venezia, 22 luglio 1591) è stata una poetessa e cortigiana italiana.

## Biografia
Veronica Franco nacque in una famiglia appartenente alla classe dei cittadini originari, da Francesco Franco e Paola Fracassa. Ebbe tre fratelli non germani: Girolamo, Orazio e Serafino.
La madre le insegnò già da bambina come utilizzare la propria bellezza e le pratiche dei rapporti sessuali, educandola a ottenere profitto ricorrendo alle amicizie potenti e ai matrimoni favorevoli.

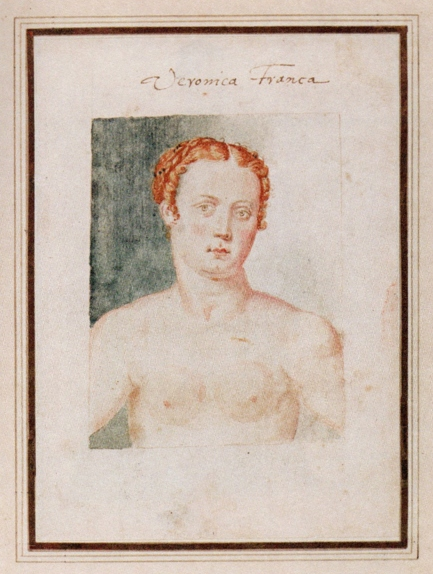

Fu sempre la madre a preparare il matrimonio di Veronica, finanziariamente vantaggioso, con un ricco medico di età avanzata, Paolo Panizza. L'unione non durò, poiché il medico non sopportava tutti i tradimenti e le attività di prostituzione della moglie. Con tali motivazioni, il noto medico riuscì a ottenere l'annullamento del matrimonio, con la causale che era stato truffato e che lui non sapeva che Veronica fosse regolarmente iscritta nelle liste delle prostitute veneziane, disconoscendo anche il figlio che partorì nel 1564.
La madre riuscì comunque ad avviarla alla prostituzione d'alto livello e a trasformarla in attività di cortigiana nel 1566.
Veronica Franco, in ragione della sua comparsa presso gli ambienti più influenti e potenti della città, si prodigò in studi generali per migliorare la sua arte nella conversazione e nella poesia, ottenendo all'età di 20 anni la sua formale iscrizione nel Catalogo de tutte le principal et più honorate cortigiane di Venetia.
Nel 1570 circa entrò a far parte di uno dei circoli letterari più famosi della città, partecipando alle discussioni, facendo donazioni e curando antologie di poesia.
L'11 Luglio 1574, grazie alle sue amicizie con uomini molto facoltosi ed esponenti di spicco dell'epoca, di cui conosceva molti segreti, ottenne dalla Repubblica di Venezia, di poter allietare il Re Enrico III di Francia, presente in città ed in viaggio di ritorno in Francia dalla Polonia.
Nel 1575, a seguito dei disordini sociali scoppiati all'inizio dell'epidemia di peste, subì il saccheggio della sua casa e dei suoi possedimenti, e così perse gran parte delle sue ricchezze.
Nel 1576 a causa della diffusione inarrestabile della denominata Peste di San Carlo Veronica Franco lasciò la città; perse i contatti con i suoi figli che comunque si erano già allontanati, o erano morti, e Veronica condusse con sé i nipoti rimasti orfani.
Nel 1577 fece ritorno a Venezia, e propose al consiglio cittadino di costruire una casa per prostitute e donne indigenti, amministrata da lei stessa, ma rimase inascoltata e non riuscì a raccogliere consensi e finanziamenti.
Nell'Ottobre 1580 fu incarcerata e poi condotta innanzi al Tribunale del Sant'Uffizio, ovvero l'Inquisizione Veneziana, denunciata dal precettore Ridolfo Vannitelli per vari reati connessi alla stregoneria, testimoniando di averla vista ricorrere a sortilegi ed a invocazioni diaboliche. Il suo stesso parroco della Chiesa di Santa Maria Formosa testimoniò che Veronica mostrava scarso fervore religioso. La sua servitù audita in giudizio riportò che la vedevano praticare incantesimi, stregoneria, e mangiare carne di venerdì. 
Innanzi al tribunale del Sant'Uffizio venne identificata come: "Veronica Franca publica meretrice". Pur difendendosi brillantemente durante il processo, dovette la sua libertà alla testimonianza di illustri personaggi della Repubblica di Venezia di cui lei conosceva parecchi segreti.
Dalle trascritte deposizioni, emersero tutti i suoi legami con buona parte della nobiltà veneziana che, ricattata, contribuì alla sua assoluzione. Dopo il processo, tutti i suoi clienti della nobiltà veneziana la esclusero da ogni sua partecipazione, ed i pochi documenti ancora esistenti riportano che, anche se ottenne la libertà, perse tutte le ricchezze ed i beni materiali. Quando morì anche il suo ultimo benefattore, un ricco commerciante, si ritrovò priva di ogni sostegno finanziario.
Veronica Franco quale cortigiana "onesta" di una città prosperosa e cosmopolita, visse circondata dagli agi per la maggior parte della sua vita, ma tuttavia non poté mai fregiarsi delle protezioni e dei riconoscimenti accordate alle donne "rispettabili", anche se le venne tributato il titolo di "poetessa".
Le cronache raccontano che negli ultimi anni ebbe un tenore di vita molto più modesto, senza però cadere in uno stato di povertà vera e propria; non pubblicò mai più altri scritti.
Morì all'età di 45 anni; secondo le sue volontà testamentarie, venne sepolta sempre a Venezia nella Chiesa di San Francesco della Vigna.

## Opere

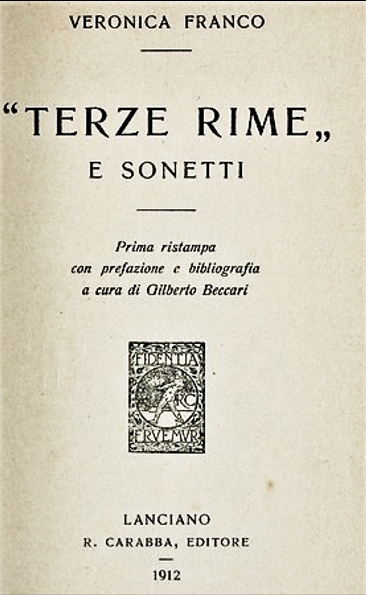

- Nel 1575 fu pubblicato il volume Terze rime, contenente 18 capitoli scritti da Veronica Franco, e 7 scritti ceduti da alcuni letterati.

- Nel 1580, pubblicò le Lettere familiari a diversi, "lettere scritte in gioventù", che comprendevano 50 lettere e due sonetti in onore del Re Enrico III di Francia, conosciuto 6 anni prima.

(Veronica Franco)
Dopo il suo pubblico processo istituito dall'Inquisizione, Veronica Franco nonostante l'assoluzione fu allontanata da ogni ambiente altolocato e letterario quindi non pubblicò più alcunché, facendo pensare che i suoi scritti fossero in realtà frutto delle frequentazioni con i suoi clienti letterati, poiché ella, per quanto autodidatta, era priva di ogni istruzione.

## Riconoscimenti

### Letteratura
La sua vita è stata raccontata in modo libero e romanzesco nel libro di Margaret F. Rosenthal The Honest Courtesan. Secondo la critica, questo libro: 
Nella cultura femminista, Veronica Franco è stata eletta a simbolo della libertà femminile e vessillo di lotte di genere.
(Veronica Franco)
Per Benedetto Croce, Veronica Franco sconta una condanna all’oblio che cancella non soltanto i suoi meriti artistici, ma anche le sue moderne intuizioni di rivendicazione della dignità di qualsiasi persona, perfino di chi vende il proprio corpo. 

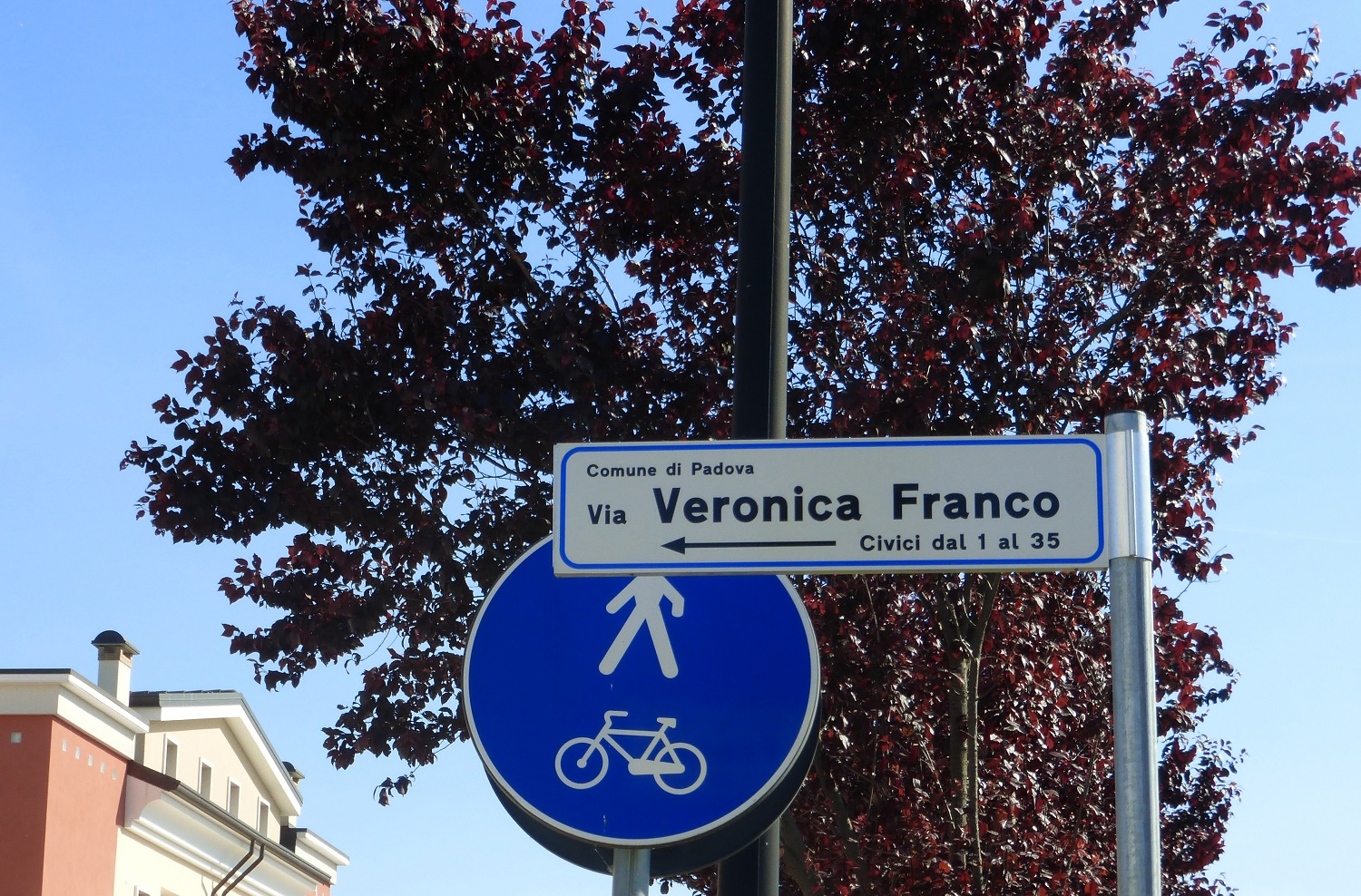
Padova. Via Veronica Franco

(Veronica Franco)

### Filmografia
- Catherine McCormack interpreta Veronica Franco nel celebre film del 1998, Padrona del suo destino (Dangerous Beauty), diretto da Marshall Schreiber Herskovitz.

Il film è tratto dal romanzo di Margareth Rosenthal, The Honest Courtesan, che si ispira liberamente alla vita di Veronica Franco. La pellicola, alla cui sceneggiatura ha collaborato la stessa Margaret Rosenthal, non è fedele alle vicende biografiche di Veronica.
- L'attrice Giusy Buscemi, ex Miss Italia interpretò il personaggio di Veronica Franco nella puntata televisiva del 13 Giugno 2017, della trasmissione di rievocazione storica Stanotte a Venezia di Alberto Angela.

- Nello speciale di RAI Cultura Io sono Venezia - Storia della Serenissima Repubblica di Venezia, una sezione è dedicata alla narrazione di Veronica Franco, interpretata dall'attrice Chiara Degani.[33]

### Intitolazioni
In Veneto, il Comune di Padova le ha intitolato una via cittadina.